# Kloster Gronau

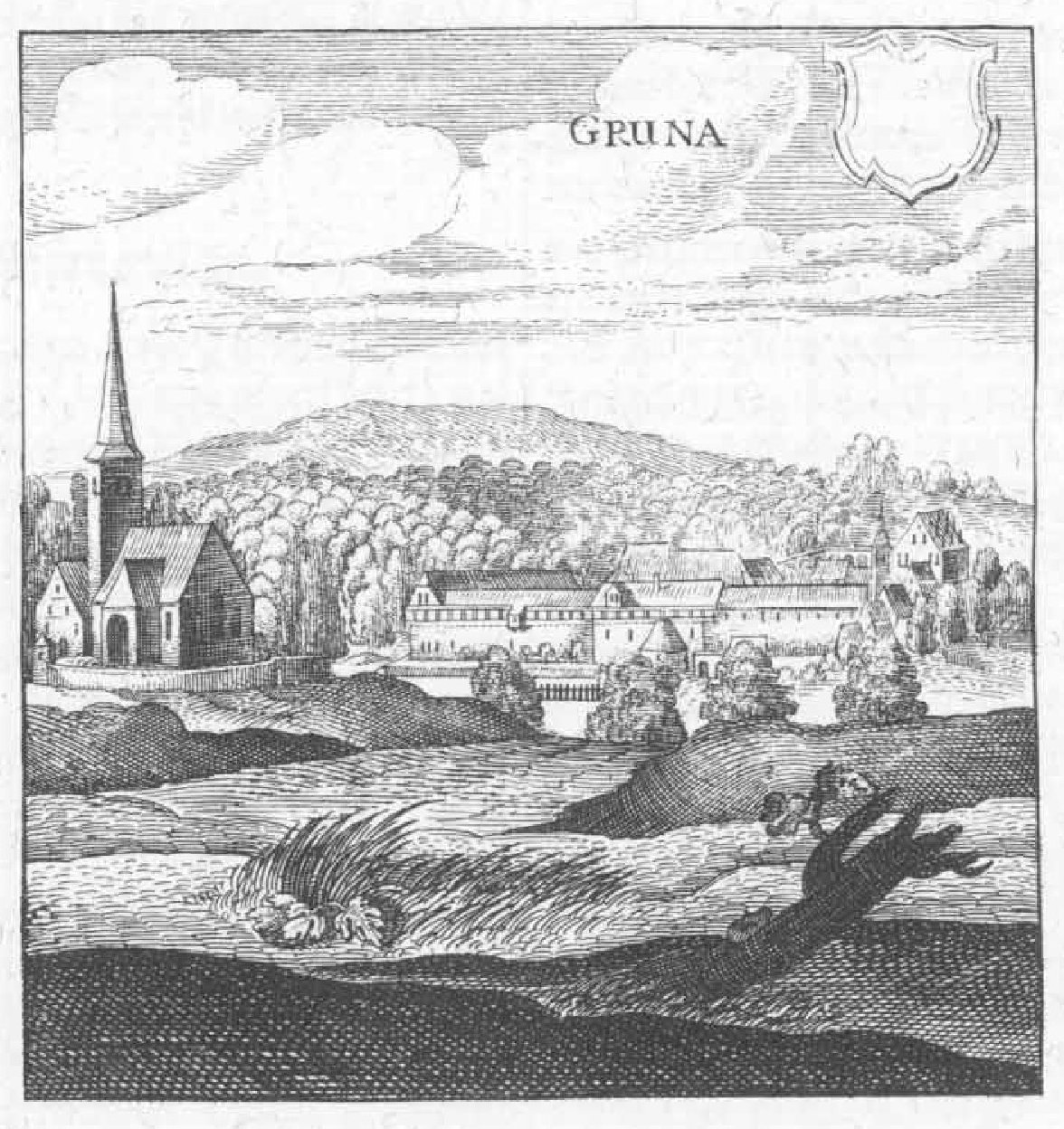
Kloster Gronau auf einem Stich von Merian (1655)

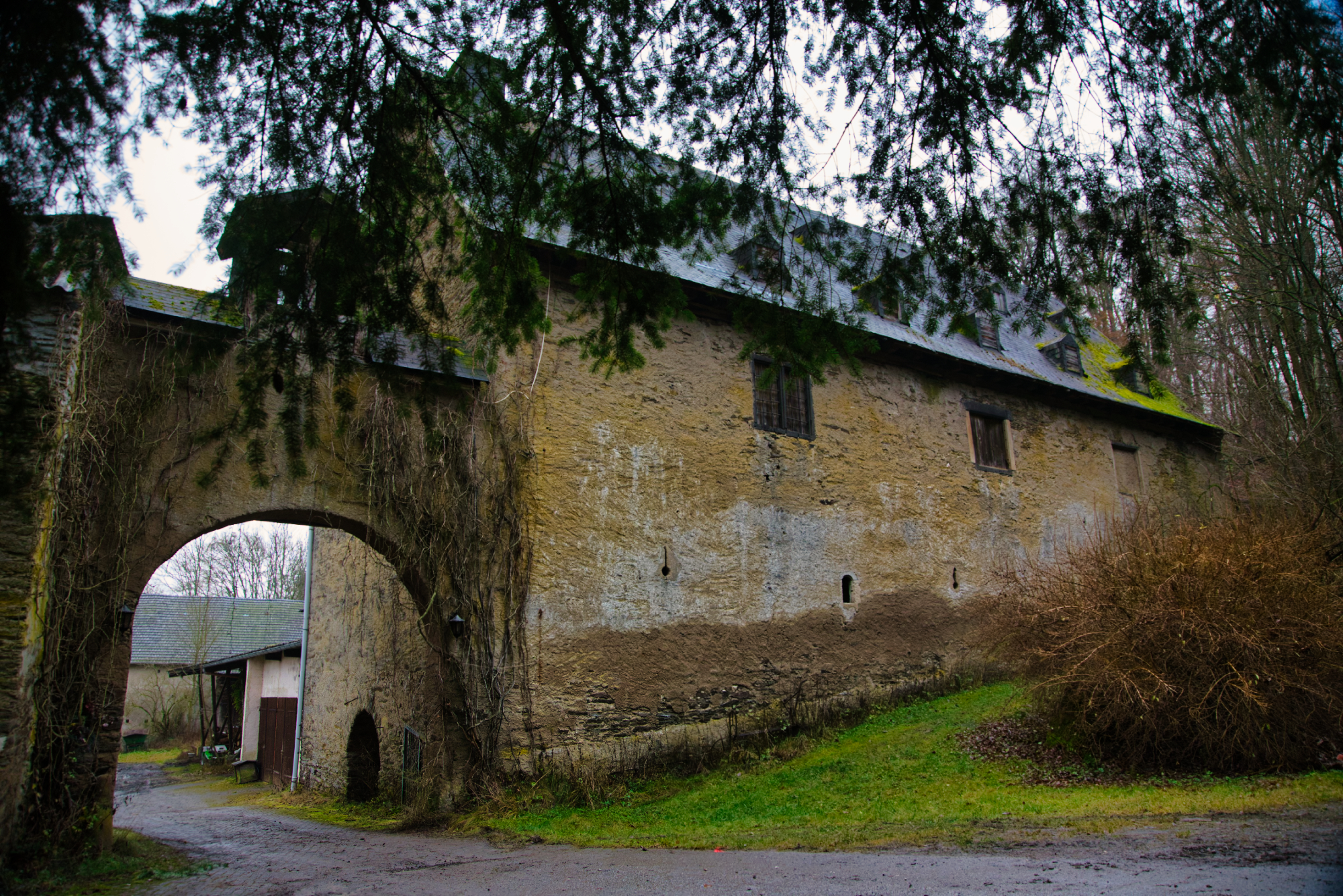
Eingang Klostergut Gronau

Das Kloster Gronau war eine Benediktinerabtei in der heutigen Gemeinde Heidenrod in Hessen. Es wurde wahrscheinlich um 1130 von Benediktinermönchen aus der Abtei Michaelsberg in Siegburg als Hauskloster der Grafen von Katzenelnbogen gegründet. Es ist 1252 erstmals urkundlich als „Grunowe“ (grüne Aue) erwähnt und war nach dem Chorherrenstift Sankt Goar das älteste Kloster der Niedergrafschaft Katzenelnbogen.

## Geschichte

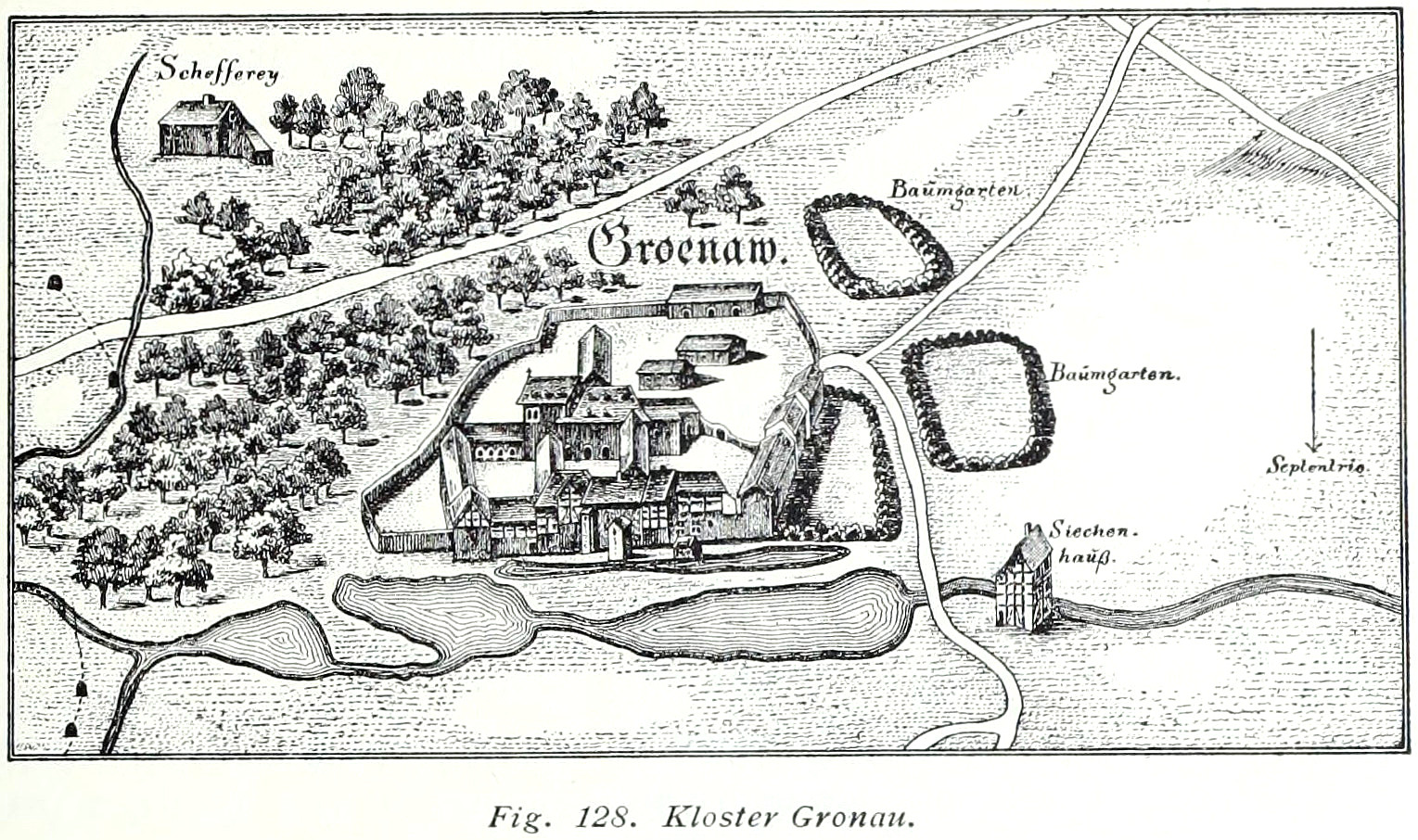
Darstellung der Klosteranlage (um 1584 aus dem Saalbuch des Klosterhospital)

Nach dem Aussterben der Katzenelnbogener Grafen fiel deren Besitz im Jahre 1479 an die Landgrafschaft Hessen. Am 19. Dezember 1527 ließ Landgraf Philipp I. von Hessen eine Synode für das Vierherrische Land in Gronau einberufen, um durch seinen Hofprediger und Visitator Adam Krafft die Reformation im Vierherrischen einführen zu lassen.
1537 löste Philipp das Kloster auf. Im Jahre 1542 ließ er es in ein „Hohes Hospital“ für Männer umwandeln. Zu dieser Zeit besaß Gronau u. a. 391 Morgen Ackerland, Gärten und Wiesen, Weinberge am Rhein, 60 Waldstücke, einen auswärtigen Klosterhof, 4 Mühlen, und Hof- und Lehnsgüter in 42 Ortschaften. Innerhalb der Umfassungsmauer sollen sich 19 Gebäude befunden haben. 1549 wurde eine Zehntscheune errichtet.
Im Dreißigjährigen Krieg wurde das Hospital so sehr zerstört, dass es nicht mehr als solches nutzbar war. Die Reste der zerstörten Gebäude wurden als Baumaterial abgetragen und weiterverwendet; nur noch wenige Grundmauern blieben zurück. Die bisher dem Hospital Gronau zustehenden Einkünfte wurden nunmehr an das Hohe Hospital in Haina abgeführt.
Das ehemalige Kloster wurde zum Hofgut umgewandelt und verpachtet, später verkauft. Die Kirche diente noch bis 1813 dem Gottesdienst. Auch nachdem die ehemalige Niedergrafschaft Katzenelnbogen 1816 an das Herzogtum Nassau gefallen war, blieb Gronau kurhessisch. Bis 1984 wurde auf Klostergut Gronau Landwirtschaft betrieben.

## Heutige Nutzung
Seit 2001 ist ein gastronomischer Betrieb mit Übernachtungsmöglichkeit („Freizeithaus Klostergut Gronau“), einem kleinen Museum und Biergarten im Klostergut zu finden. Gelegentlich finden Kultur- und Unterhaltungsveranstaltungen statt, die von einem Verein („Kultur im Kloster e. V. i.G.“) organisiert werden.